# Puroresu
Puroresu (プロレス?) es el término popular para la lucha libre profesional en Japón. El término proviene de «purofesshonaru resuringu», la pronunciación japonesa de professional wrestling.

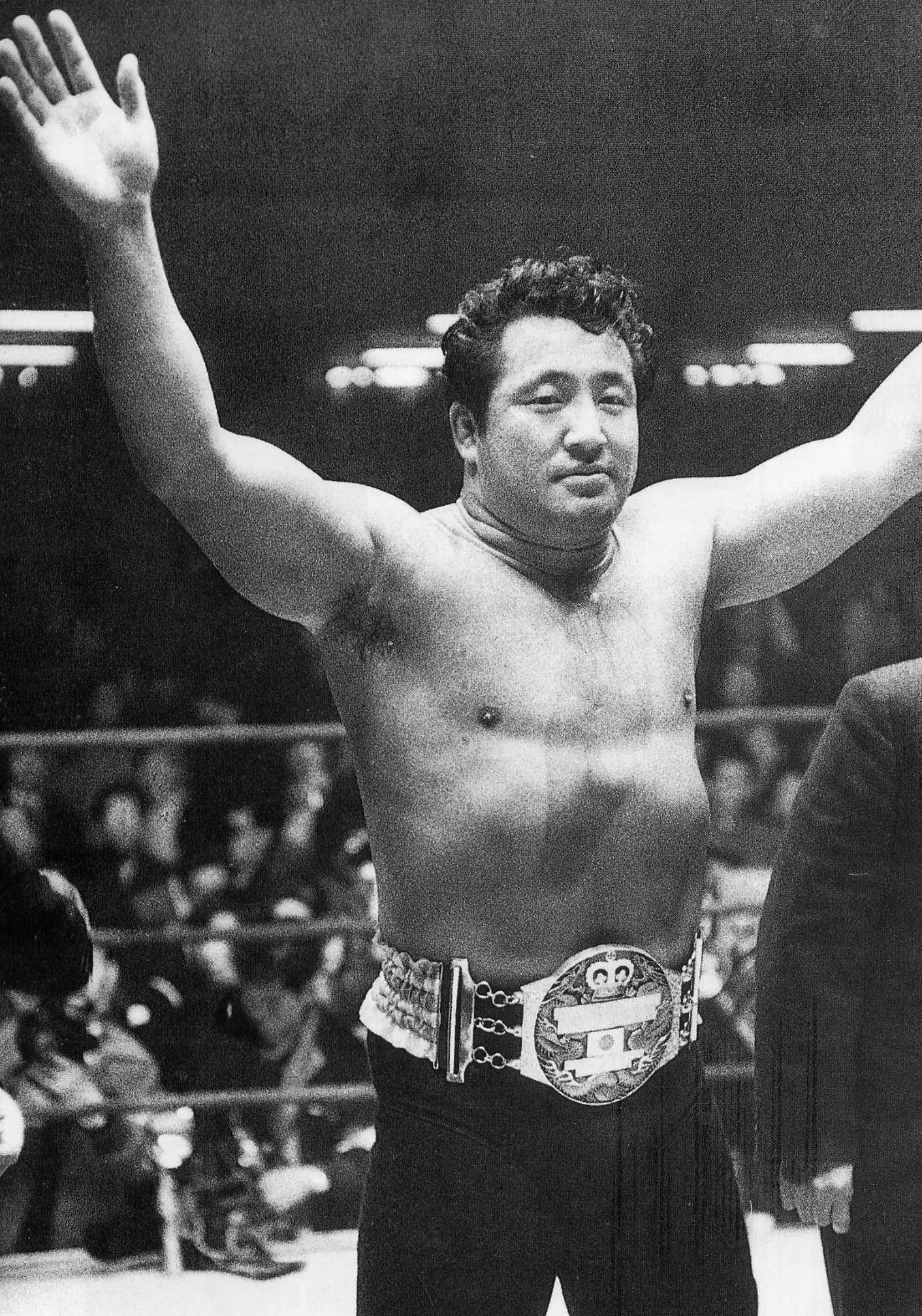
Puroresu (プロレス) es el término popular para la lucha libre profesional en Japón.

A pesar de ser similar a la lucha libre estadounidense, principalmente en el hecho de constituirse de luchas coreografiadas, guiones escénicos y resultados predeterminados, el puroresu es diferente en psicología y presentación: es considerado como un deporte de combate por derecho propio, combinando golpes reales de artes marciales con técnicas y un estilo moderno de lucha libre. Por todo eso, el puroresu es visto en occidente como una entidad por sí misma, distinta de la lucha libre mexicana o estadounidense.
El primer japonés en entrar en el catch wrestling, la base de la lucha libre profesional fue el antiguo luchador de sumo Sorakichi Matsuda. Hubo intentos antes y después de la Segunda Guerra Mundial de popularizar la lucha libre en Japón, pero no empezaron a ser exitosos hasta la venida en 1951 de su mayor estrella, Rikidōzan, el que se convertiría en "padre" del deporte. 
Rikidōzan consiguió una gran popularidad con su empresa, la Japanese Wrestling Association, hasta su muerte en 1963. Después de su muerte, el puroresu prosperó, creando una gran variedad de promociones y estilos, apareciendo después los dos grandes iconos culturales del puroresu: Antonio Inoki y Giant Baba, fundadores de New Japan Pro-Wrestling y All Japan Pro Wrestling, respectivamente.
A lo largo de los años, varias promociones se han fundado y cerrado, pero unas cuantas permanecen populares y prósperas; en la actualidad, las mayores son New Japan Pro-Wrestling, Dragon Gate, Pro Wrestling NOAH y DDT Pro-Wrestling, seguidas por Pro Wrestling ZERO1 y All Japan Pro Wrestling. Japón tiene también innumerables promociones de tamaños variados consideradas como circuito independiente; estas destacan por su gran éxito, a pesar de su menor solvencia en comparación con las grandes empresas. Entre estas se cuentan Big Japan Pro Wrestling, Michinoku Pro Wrestling, Osaka Pro Wrestling y muchas otras.

## Trasfondo
A pesar de las similitudes con los más populares estilos de Estados Unidos, la lucha libre japonesa es conocida por tener varias diferencias con estos. El puroresu es conocido por su "espíritu de lucha" o "Toukon" (闘魂 Tōkon?), así como por su cercanía con las artes marciales; de hecho, gran parte de los luchadores de puroresu tienen experiencia en varios deportes de combate y artes marciales. Debido a esto, siempre hay personal médico real rodeando el ring. El puroresu es especialmente cercano a las artes marciales mixtas, ya que el famoso luchador Antonio Inoki solía organizar combinaciones de estas y de lucha libre en los mismos eventos. Por todo esto, el puroresu es considerado un deporte de combate en toda regla.
La mayor parte de los combates tienen finales claros, ya que las promociones no suelen emplear grandes storylines. Esto, sin embargo, no siempre ocurre, ya que existen empresas como HUSTLE o Dramatic Dream Team en las que la ficción y las storylines son la mayor parte del espectáculo.

## Estilos
En New Japan Pro-Wrestling, la empresa de Antonio Inoki, se presentó un estilo muy definido llamado "Strong Style", que es considerado por muchos la máxima definición del puroresu. En este estilo se utiliza un abundante y meditado trabajo a ras de lona, como sumisiones y llaves de artes marciales, y se solían acabar los combates de forma rápida. Este estilo ha variado mucho con los años y se ha alejado de sus raíces marciales, pero su forma original se puede ver actualmente en Pro Wrestling ZERO1. Sus mayores exponentes fueron Inoki, Riki Choshu y Shinya Hashimoto, siendo este último el fundador de ZERO1.
Descendiente de este estilo fue el "Shoot Style", en el que se enfatizaba todavía más el realismo y la dureza de los combates, hasta el punto de que se les hacía pasar por luchas totalmente reales. De hecho, fue a través de este estilo que las artes marciales mixtas (MMA) se desarrollaron en Japón. Tuvo origen en Universal Wrestling Federation, que dio a luz una miríada de promociones (tanto de puroresu como de MMA) de las cuales pocas se conservan hoy. Sus principales exponentes fueron Akira Maeda, Nobuhiko Takada y Satoru Sayama.
Gracias al trabajo que muchos luchadores de puroresu hicieron en México, se creó un estilo diferente llamado "Lucharesu", que combinaba la lucha libre mexicana con la variante japonesa. En este estilo se usan movimientos aéreos y técnicas de gran complejidad, y a diferencia del anterior, se hace énfasis en la cooperación entre los dos luchadores. Sayama fue el primero en utilizar esta fusión, pero Gran Hamada la perfeccionó y se la enseñó a sus aprendices más conocidos, The Great Sasuke y Último Dragón. Este estilo es muy popular entre las empresas menores de Japón, y la mayor promoción en que se practica es Dragon Gate, fundada por estudiantes de Último Dragón.
Junto a todo ello, un estilo llamado "King's Road" fue creado por Giant Baba en All Japan Pro Wrestling paralelamente a su homólogo de New Japan. Aunque, al igual que Inoki, Baba favorecía la dureza de los golpes de sus combates, esta iba en una dirección completamente diferente, que no tenía nada que ver con las artes marciales. Las luchas de King's Road eran largas y brutales, con movimientos que frecuentemente impactaban al oponente sobre su cabeza, como piledrivers o powerbombs, y se promovía una continua evolución técnica de estos para aumentar su potencia. El resultado fue un estilo muy excitante pero también muy proclive a lesiones, lo que provocó que fuera abandonado cuando la exigencia de los combates alcanzó su techo. Actualmente está en desuso, aunque Pro Wrestling NOAH todavía conserva hondas influencias suyas. Sus principales figuras fueron Mitsuharu Misawa, Toshiaki Kawada, Kenta Kobashi y Akira Taue.

## Normas
El puroresu tiene una gran variedad de diferentes reglas, las cuales suelen diferir enormemente de la lucha libre en otros países. Mientras que no hay un estilo general para el puroresu, existe una base establecida de normas. Cada promoción tiene sus propias variantes, pero todas son similares.

## Estructura general
Los combates son realizados entre dos o más bandos (rincones, o corners en inglés). Cada bando consiste en un luchador o en un equipo de dos o más; en este caso, el de los tag team matches, se usan las reglas universales para estos combates.
El combate es ganado consiguiendo una "fall", lo que consiste en varios conceptos análogos a otros estilos de lucha:
- Fall, equivalente japonés de pinfall: Consiste en apoyar los hombros del oponente en la lona durante tres toques del árbitro.
- Give up: una victoria por sumisión en la que el perdedor declara la rendición, ya sea verbalmente o por el tap out.
- Knockout: victoria por inconsciencia del rival.
- Ring out, equivalente a la cuenta fuera: En ella, un luchador pierde si permanece un tiempo determinado fuera del ring; en el puroresu el tiempo lo marca una cuenta de 20, en lugar de la cuenta de 10 usada en otros países.
- DQ, equivalente a descalificación: cuando un luchador es declarado perdedor por no respetar las normas.

Existen reglas adicionales para cada combate, dependiendo de su naturaleza. Por ejemplo, en Universal Wrestling Federation se abandonaron los pinfalls en favor de los knockouts y las sumisiones, una influencia de las artes marciales mixtas. En otras se prohíben los puñetazos, obligando al uso golpes con la mano abierta y forearms. Esta regla está muy extendida entre los estilos de puroresu debido a lo complicado que resulta simular los puñetazos de forma realista, algo que en la lucha libre estadounidense no es tenido en cuenta.

## Ring
Los combates se llevan a cabo en rings de tres cuerdas similares a los de la lucha libre tradicional. Las cuerdas se unen en cada esquina por un poste dotado de tres tensores, uno para cada cuerda, cubierto cada uno por una almohadilla o el poste entero por una manga. Los luchadores usan la elasticidad de las cuerdas para rebotar en ellas y realizar ataques, así como usar las esquinas para técnicas aéreas.
Existen otros tipos de rings, pudiendo ser de seis lados en lugar de cuatro, un recurso usado por primera vez en Toryumon 2000 Project y poco después en la promoción mexicana AAA. Existen algunas otras variantes, como rings a nivel del suelo, rings con alambre de espino en vez de cuerdas (raramente usados) y demás. En algunas promociones independientes del puroresu de menos recursos, se emplean lonas o colchonetas en lugar de un cuadrilátero.

## Federaciones

### Masculinas
- 666
- All Japan Pro Wrestling
- Apache Pro Wrestling
- Big Japan Pro Wrestling
- Daiwa Entertainment Pro Wrestling
- Diamond Ring - antiguamente Kensuke Office Pro Wrestling
- Dradition Pro Wrestling
- Dragon Gate
- Dramatic Dream Team
- FREEDOMS
- Futen
- Inoki Genome Federation
- IWA Japan
- Kaientai Dojo
- Kyushu Pro Wrestling
- Legend The Pro Wrestling
- Michinoku Pro Wrestling
- New Frontier Martial-Arts Wrestling
- New Japan Pro-Wrestling
- Onita Pro Wrestling
- Osaka Pro Wrestling
- Pro Wrestling Kageki
- Pro Wrestling NOAH
- Pro Wrestling ZERO1
- Real Japan Pro Wrestling
- Secret Base
- Style-E Pro Wrestling
- Tenryu Project
- U-FILE CAMP
- Wrestling New Classic
- WWS

#### Cerradas
- Big Mouth LOUD
- Bikkuri Pro
- Dragondoor
- Dream Catchers
- Federación Universal de Lucha Libre
- Fighting Investigation Team Battlarts
- Fighting Network RINGS
- Fighting World of Japan Pro Wrestling
- Frontier Martial-Arts Wrestling
- Fuyuki Army Promotion
- Global Pro Wrestling Alliance
- HUSTLE
- International Pro Wrestling
- Independent Wrestling Union
- Japan Pro Wrestling
- Kingdom
- Kitao Dojo
- Mobius
- Okinawa Pro Wrestling
- Pioneer Senshi
- Pro Wrestling Crusaders
- Pro Wrestling El Dorado
- Pro Wrestling Fujiwara Gumi
- Pro Wrestling Kings Road
- Riki Pro
- SMASH
- Social Pro Wrestling Federation
- Super World Sports
- Tokyo Pro Wrestling
- Universal Fighting-Arts Organisation
- Universal Wrestling Federation
- UWAI Station
- Union of Wrestling Forces International
- World Entertainment Wrestling
- WRESTLE-1
- Wrestle Asociation R - antiguamente Wrestle and Romance
- Wrestle Dream Factory
- Wrestling International New Generations
- Wrestling Marvelous Future
- Wrestling International New Generations
- Xtreme Wrestling Force

### Femeninas
- Ice Ribbon
- Japanese Women Pro-Wrestling Project
- Ladies Legend Pro Wrestling-X
- Osaka Women's Pro Wrestling
- OZ Academy
- Pro Wrestling WAVE
- REINA X WORLD
- Sendai Girls' Pro Wrestling (Senjo)
- S Ovation Co., Ltd.
- Tokyo Joshi Pro-Wrestling
- World Woman Pro-Wrestling Diana
- World Wonder Ring Stardom
- Zabun Co., Ltd.

#### Cerradas
- All Japan Women's Pro-Wrestling (Zenjo)
- ARSION
- GAEA Japan
- Ibuki Pro Wrestling
- International Women's * Grand Prix
- JDStar
- Major Girl's Fighting AtoZ
- NEO Ladies
- New All Japan Women's Pro-Wrestling
- Pro Wrestling SUN
- The Woman